# Pupus (Lembeyan)
Pupus is een bestuurslaag in het regentschap Magetan van de provincie Oost-Java, Indonesië. Pupus telt 5238 inwoners (volkstelling 2010).